# Maria de Liechtenstein
Maria (nascida condessa Kinsky de Wchinitz e Tettau; Praga, 14 de abril de 1940 – Grabs, 21 de agosto de 2021) foi a princesa consorte do Liechtenstein, esposa do príncipe soberano Hans-Adam II, o qual também é seu primo.
Nascida em Praga, no então Protetorado da Boêmia e Morávia (agora República Checa), era a segunda filha do conde Ferdinand Kinsky de Wchinitz e Tettau e de sua esposa, a condessa Henriette Caroline de Ledebur-Wicheln. Tem nove irmãos. A família foi expulsa, em 1945, como muitas outras, do protectorado e partiu para a Alemanha, onde Marie foi educada no claustro de Wald, em Baden-Württemberg, pelas Irmãs Lioba durante oito anos.
Em 1957, Maria viajou ao Reino Unido, onde aperfeiçoou seu inglês e obteve um diploma da Academia de Artes Aplicadas. Ela também passou pouco tempo em Paris, para melhorar seu francês. Até seu noivado, em 1965, ela trabalhou como uma artista comercial para uma tipografia em Dachau.
Ela e seu marido tiveram quatro filhos:
- Aloísio Filipe Maria (11 de junho de 1968 – )
- Maximiliano Nicolau Maria (16 de maio de 1969 – )
- Constantino Ferdinando Maria (15 de março de 1972 – 5 de dezembro de 2023)
- Tatiana Nora Maria (10 de abril de 1973 – )

A princesa Maria demonstrava interesse nas instituições sociais de seu país. Ela foi a presidente da Cruz Vermelha de Liechtenstein e da Sociedade de Ajuda Terapêutica-Pedagógica. Além disso, esteve envolvida com o desenvolvimento cultural e artístico do principado.
Morreu em 21 de agosto de 2021 em um hospital cantonal de Grabs, aos 81 anos de idade, em decorrência de AVC.